# Senna italica
Senna italica és un arbre lleguminós del gènere Senna. Consta de tres subespècies: italica, micrantha i arachoides. En moltes regions del món es cultiva com planta medicinal.

## Descripció
Són plantes perennes herbàcies o arbustives caducifòlies de fins a 60 cm d'alt. Té les fulles compostes amb uns 4-6 folíols per fulla.

### Flors i fruit

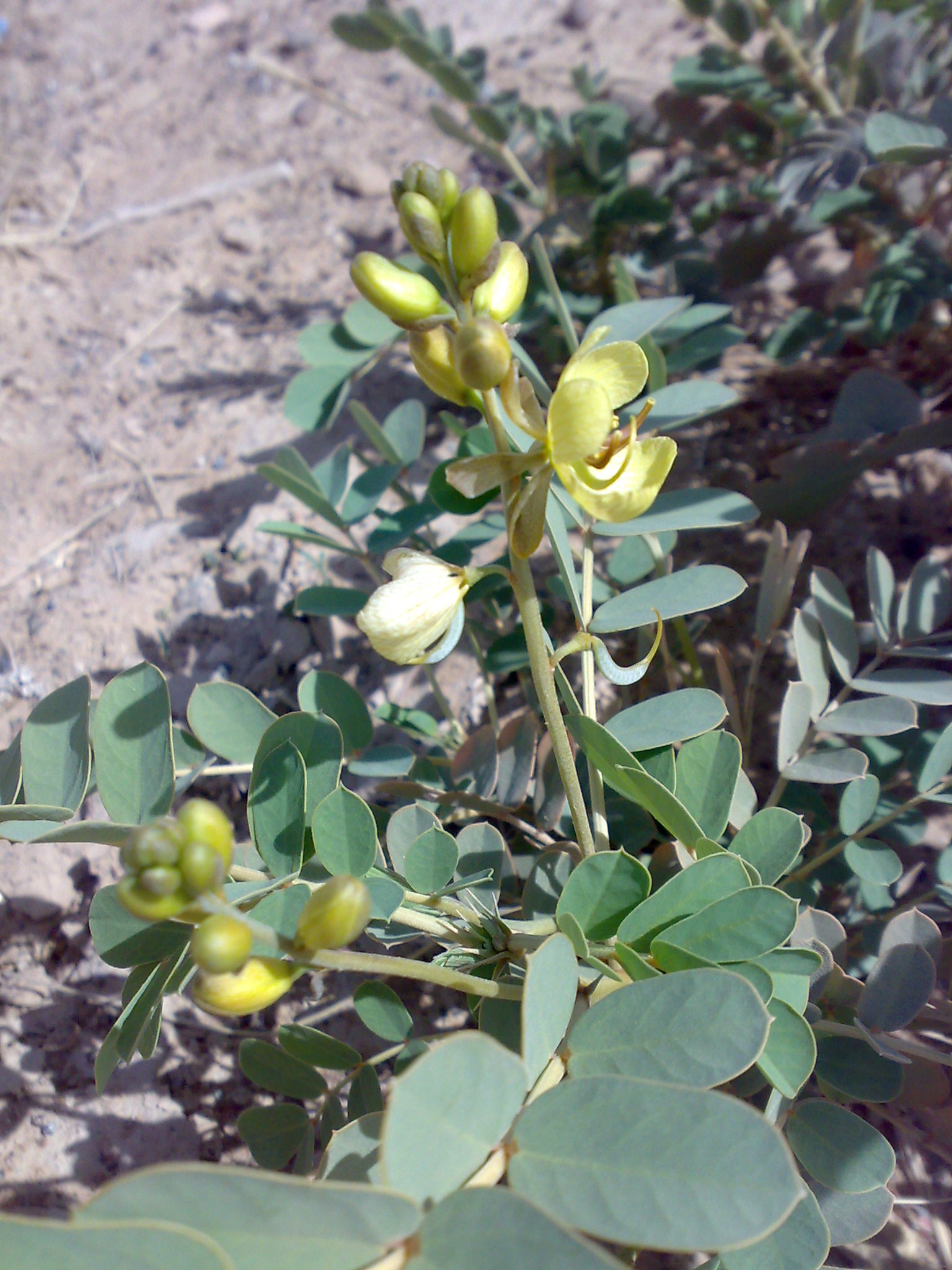
Inflorescència de Senna italica

Floreix normalment durant l'estació humida. Es reprodueix per les llavors.

## Distribució i hàbitat
És una planta nativa d'Àfrica des del Cap verd fins a Somàlia i pel sud fins a Àfrica del Sud. També és nativa d'Àsia des de l'Orient Mitjà a l'Iran, Iraq, Paquistan i Ìndia a Sri Lanka.

## Usos
Les fulles, llegums i llavors de Senna italica es fan servir principalment en la medicina tradicional. A Malawi, la infusió de les arrels es fa servir contra la diarrea infantil.